# سجل التعليمة
سِجِلّ التعليمة (بالإنجليزية: instruction register)‏ هو جزء من وحدة التحكم الموجودة ضمن وحدة المعالجة المركزية وهو يقوم بتخزين التعليمة حتى يتم تنفيذها أو فك شفرتها.
ويستخدم سجل التعليمة لتخزين التعليمة الجاري تنفيذها في المعالج الميكروي ويستقبل هذا السجل التعليمة القادمة من ناقل البيانات وبحتفظ بها مؤقتا حتى يحللها المعالج الميكروي.
تستخدم المعالجات الأكثر تعقيداً خط معالجة لسجلات التعليمة حيث تؤدي كل مرحلة في خط المعالجة جزء من عملية فك الترميز، والإعداد أو التنفيذ ومن ثم تمريرها إلى المرحلة التالية من خطواتها. المعالجات الحديثة يمكنها حتى عمل بعض الخطوات خارج النطاق كفك الترميز لعدة تعليمات والتي تؤدى بشكل متوازٍ.
إن فك ترميز الشفرة في سجل التعليمة يتضمن تحديد التعليمة، وتحديد مكان معاملاتها في الذاكرة، واسترجاع المعاملات من الذاكرة، وتوزيع موارد المعالج لتنفيذ الأوامر (في المعالجات بتقنية التدرج الفائق)، الخ.